# HD 17156 b
HD 17156 b é um planeta extrassolar a aproximadamente 255 anos-luz e 78.2 parsec de distância na constelação de Cassiopeia. O planeta foi descoberto em órbita da estrela HD 17156, uma subgigante amarela, em 12 de abril de 2007, pelo método de trânsito. O planeta está classificado como um planeta do tipo Júpiter quente, e é ligeiramente três vezes maior que Júpiter, mas seu raio possui quase o mesmo comprimento. Tem um órbita altamente excêntrica (0,677) que demora três semanas e leva-o a aproximadamente 0,0523 UA da estrela no perigeu[carece de fontes?] e a aproximadamente 0,24 UA no apogeu. Sua excentricidade é de semelhante à de 16 Cygni Bb, um dos chamados "Júpiter excêntrico". Até 2009, HD 17156 b foi, dos planetas conhecidos, o que tinha maior período orbital.[carece de fontes?]